# Dick Bush (Kameramann)
Richard Henry Bush (* 2. Dezember 1931 in Devonport, Devon, England; † 4. August 1997 in West Devon, England) war ein britischer Kameramann.

## Leben
Nach seinem Schulabschluss diente Richard Henry Bush bei der Royal Military Police. Anschließend arbeitete er in unterschiedlichen Berufen und drehte unter anderem Werbe- und Industriefilme in einer Schuhfabrik. Das führte dazu, dass er einen Job bei BBC erhielt. Nach mehreren Dokumentationen und Folgen unterschiedlicher Fernsehserien, debütierte Bush 1968 in dem von Tony Richardson inszenierten Filmdrama Der Satan mischt die Karten als Kameramann für einen Spielfilm. Für seine Arbeit an dem von John Schlesinger inszenierten Filmdrama Yanks – Gestern waren wir noch Fremde wurde er 1980 mit einer Nominierung des British Academy Film Award als Bester Kameramann bedacht.

## Filmografie (Auswahl)
- 1964: Culloden
- 1966: Alice in Wonderland
- 1968: Der Satan mischt die Karten (Laughter in the Dark)
- 1970: Als Dinosaurier die Erde beherrschten (When Dinosaurs Ruled the Earth), mit Johnny Cabrera
- 1970: Mein Weg nach oben (All the Way Up)
- 1971: Draculas Hexenjagd (Twins of Evil)
- 1971: In den Krallen des Hexenjägers (The Blood on Satan's Claw)
- 1972: Dracula jagt Minimädchen (Dracula A.D. '72)
- 1974: Mahler
- 1974: Phase IV
- 1975: Tommy
- 1977: Atemlos vor Angst (Sorcerer (The Wages of Fear))
- 1978: Das Haus des Satans (The Legacy)
- 1978: Der Hund von Baskerville (The Hound of the Baskervilles)
- 1979: Yanks – Gestern waren wir noch Fremde (Yanks)
- 1981: Der Fanatiker (The Fan)
- 1982: Der rosarote Panther wird gejagt (Trail of the Pink Panther)
- 1982: Victor/Victoria
- 1983: Der Fluch des rosaroten Panthers (Curse of the Pink Panther)
- 1984: China Blue bei Tag und Nacht (Crimes of Passion)
- 1984: Das Philadelphia Experiment (The Philadelphia Experiment)
- 1985: Die Abenteuer der Natty Gann (The Journey of Natty Gann)
- 1986: Verfolgt und gejagt (Nazi Hunter: The Beate Klarsfeld Story)
- 1987: Eine Mordsehe (Assault and Matrimony)
- 1987: Er kam aus der Sonne (The Quick and the Dead, Fernsehfilm)
- 1988: Der Biss der Schlangenfrau (The Lair of the White Worm)
- 1989: Kleine Monster (Little Monsters)
- 1991: Switch – Die Frau im Manne (Switch)
- 1993: Der Sohn des rosaroten Panthers (Son of the Pink Panther)
- 1995: Der Killer aus dem Schatten (The Man in the Attic)